# IC 2182
IC 2182 је спирална галаксија у сазвјежђу Близанци која се налази на листи објеката дубоког неба у Индекс каталогу.
Деклинација објекта је + 18° 56' 42" а ректасцензија 7h 14m 11,0s. Привидна величина (магнитуда) објекта IC 2182 износи 15,0 а фотографска магнитуда 15,8.